# Rafale (photographie)
Pour les articles homonymes, voir Rafale.
 (mars 2013).
Si vous disposez d'ouvrages ou d'articles de référence ou si vous connaissez des sites web de qualité traitant du thème abordé ici, merci de compléter l'article en donnant les références utiles à sa vérifiabilité et en les liant à la section « Notes et références ».

Séquence animée d'un chien au galop (au ralenti). Photos prises par Eadweard Muybridge (mort en 1904), publiées pour la première fois en 1887 à Philadelphie (Animal Locomotion).

Le mode rafale (en anglais "burst mode") est, en photographie, un procédé technique qui permet la prise de plusieurs clichés très rapidement les uns à la suite des autres en conservant le doigt en appui sur le déclencheur. Il est nommé ainsi par référence au mode rafale des armes à feu, qui permet le tir consécutif de plusieurs munitions.

## Aspects techniques
La prise de vue en rafale est un réglage spécifique d'un appareil photographique : pour éviter de réaliser inopinément plusieurs images à la suite, il est nécessaire de choisir le mode "vue par vue" pour l'usage courant.

### Argentique
La prise de vue en rafale s'est imposée, surtout chez les photographes professionnels, au cours du dernier tiers du XXe siècle. Elle a surtout concerné les appareils photographiques reflex sous la forme d'un moteur pouvant se monter sur les modèles perfectionnés pour assurer à la fois le déroulement du film et le réarmement du mécanisme (obturateur en particulier). Naturellement son emploi était limité par la longueur de film disponible (36 vues en 24 × 36 mm).

### Numérique
Dès son apparition le reflex numérique a permis la prise de vue en rafale. En effet le reflex (d'abord argentique puis numérique) a été conçu d'emblée pour permettre ce type de prise de vue de manière efficace. Les reflex se distinguent par un système autofocus capable d'ajuster la mise au point entre deux photos d'une rafale et même de prévoir (par calcul) où faire la mise au point pour la photo à suivre. C'est l'autofocus prédictif. Il est ainsi possible de suivre un sujet en mouvement rapide tout en conservant une mise au point précise. La cadence de prise de vue en rafale varie d'environ 3 images par seconde pour un modèle d'entrée de gamme à plus de 10 images par seconde pour un modèle professionnel.
Les appareils compacts numériques et les bridges ont longtemps été incapables de réaliser des prises de vue en rafale mais les progrès de l'électronique ont levé cette barrière et désormais ils peuvent réaliser des rafales, parfois à des cadences étonnantes de plusieurs dizaines d'images par seconde. En revanche ils ne réalisent pas de correction de mise au point entre chaque image. C'est, en quelque sorte, une rafale à l'aveugle car, contrairement à un reflex, ils ne disposent pas d'un système autofocus séparé du système de prise de vue. Un problème analogue touche les hybrides et autres réalisations similaires qui ne peuvent donc concurrencer les reflex sur ce point.

## Contraintes
Lors d'une prise de vue en rafale, le temps d'exposition doit être bref ce type d'utilisation étant généralement réservé aux situations de mouvement rapide où il est humainement impossible de réaliser des photos en vue par vue. Un temps d'exposition très court permet de figer les mouvements et la rafale de disposer d'un nombre relativement important de photographies entre lesquelles on pourra faire un choix. D'un point de vue numérique, la cadence des clichés entraîne une très forte demande de débit d'écriture sur la carte mémoire. Typiquement une carte mémoire ne peut absorber le flux de données produit par un appareil numérique performant. Dès lors, il est nécessaire que l'appareil dispose d'une mémoire tampon. C"est toujours le cas, dans des proportions variables, pour les reflex numériques.